# The Shining Hour
The Shining Hour, in Nederland uitgebracht onder de titel Lokkend verleden, is een film uit 1938 onder regie van Frank Borzage. De film is gebaseerd op een toneelstuk van Keith Winter en heeft Joan Crawford en Margaret Sullavan in de hoofdrollen. Actrice Crawford vroeg specifiek Sullavan als tegenspeelster. Toen haar gewaarschuwd werd dat Sullavan de film weleens van haar zou kunnen stelen, antwoordde Crawford dat ze liever een bijrol vervulde in een goede film dan de ster zou zijn in een slechte. Dit deed ze omdat haar carrière bij studio Metro-Goldwyn-Mayer er op achteruit ging en ze op zoek was naar een rol of film die haar van haar ondergang zou redden.
De film gaat over een nachtclubdanseres die boven haar stand trouwt. De man wordt al gewaarschuwd voor de dame vanwege haar stand, maar niemand had ooit kunnen denken dat ze verliefd zou worden op zijn broer.

## Rolverdeling
- Joan Crawford - Olivia 'Maggie' Riley Linden
- Margaret Sullavan - Judy Linden
- Robert Young - David Linden
- Melvyn Douglas - Henry Linden
- Fay Okell Bainter - Hannah Linden
- Allyn Joslyn - Roger Q. Franklin
- Hattie McDaniel - Belvedere